# Simplicia inareolalis
Simplicia inareolalis is een vlinder uit de familie spinneruilen (Erebidae). De wetenschappelijke naam is voor het eerst geldig gepubliceerd in 1912 door Fryer.
De soort komt voor in tropisch Afrika.